# Silnice II/298
Silnice II/298 je silnice druhé třídy spojující Pardubicko s Rychnovskem a Orlickými horami. Délka silnice je 46,5 km.
Silnice začíná na křižovatce se silnicí I/36 v Sezemicích. V Býšti se křižuje se silnicí I/35, u Třebechovic pod Orebem se silnicí I/11. Prochází Opočnem a obchází Dobrušku spolu se silnicí I/14, se kterou asi 1 km peážuje. Silnice končí na křižovatce se silnicí II/285 poblíž Bohdašína.